# 西尔维尼奥 (1974年)
施雲奴（葡萄牙語：Sylvinho，1974年4月12日—），全名施維奧·文迪斯·甘波斯·祖利亞（Sylvio Mendes Campos Junior），是巴西足球運動員，出生於聖保羅。他是一名左路球員，常擔任後衛或翼衛。他是一個進攻型的後衛，經常助攻予隊友入球。

## 足球生涯

### 哥連泰斯、阿仙奴
他在哥連泰斯展開職業生涯，從1994年開始效力，直至1999年，他被英超豪門阿仙奴看中，成為首位巴西籍的阿仙奴球員。他擔任偶像溫特本的左後衛位置。但他只在阿仙奴逗了兩年。在這短時間，他認識了很多朋友和追求者，亦曾在對錫周三和車路士的賽事射入「世界波」。離隊後，他被艾殊利高爾代替。

### 切爾達、巴塞隆拿
2001年，施雲奴加盟切爾達，效力了3年。2004年，他以200萬英鎊轉會費加盟巴塞隆拿，他為球會贏得2005和06年西甲聯賽冠軍和2006年歐聯冠軍。他和雲邦賀斯、奧華馬斯、法比加斯、美列達、希比、亨利一樣，都是曾效力巴塞和阿仙奴的。2008年他在球會有好表現，使球會和他續約至2009年。 

### 曼城
施雲奴於2009年與巴塞完成合約後以自由身加盟英超球會曼城，簽約一年，僅為球隊上陣10場後於季後被放棄。

### 國家隊
施雲奴雖曾為巴西國家隊效力6場，但他卻有西班牙護照，居住西班牙3年後，使他成為「歐盟球員」，不受西甲「非歐盟球員政策」限制。

## 外部連結
- Sylvinho at Official FC Barcelona UK Penya （页面存档备份，存于）
- 轉會壁報板